# Maurits Troostwijk
Mozes (Maurits) Troostwijk (Leeuwarden, 10 maart 1914 - Driebergen, 8 februari 1991) was een Nederlandse jurist en politicus.

## Loopbaan
Troostwijk werd geboren in Leeuwarden als zoon van een joodse antiquair. Hij bezocht de hbs en werkte vanaf 1931 als klerk bij de gemeente Menaldumadeel en van 1933 tot 1935 in Leeuwarden. Hij behaalde in 1934 het diploma gemeenteadministratie en deed een jaar later het staatsexamen aan het gymnasium. Van 1935 tot 1940 studeerde hij rechten aan de Rijksuniversiteit Groningen. Hij was lid van de Vrijzinnig-Democratische Jongerenorganisatie (V.D.J.O.), waarvoor hij zowel lokaal als landelijk actief was.
Aan het begin van de Tweede Wereldoorlog was hij adjunct-commies ter secretarie van de gemeente Heerenveen. Hij was daarnaast secretaris van de Joodse Raad in Leeuwarden (1941-1943). Hij werd door de bezetter ontslagen bij de gemeente. In 1943 dook hij onder in Donkerbroek. Verscheidene familieleden, waaronder zijn vader en halfzuster, werden in de concentratiekampen omgebracht. Na de oorlog werd Troostwijk hoofd van de politieke opsporingsdienst in Friesland, tot hij eind 1945 naar Almelo vertrok. Hij werd hoofd algemene zaken op het gemeentehuis en pakte daarnaast zijn studie weer op. Hij promoveerde in 1947 op zijn proefschrift Gemeentelijk strafrecht.
In 1948 werd dr. Troostwijk gemeentesecretaris van Groningen, een functie die hij tot 1964 vervulde. Hij was daarnaast lid van de Eerste Kamer der Staten-Generaal (1962-1975) en van de Provinciale Staten van Groningen (1962-1970). In de Kamer was hij onder meer vicefractievoorzitter van de PvdA (1970-1975). In 1964 werd hij benoemd tot hoogleraar aan de Groninger Universiteit. In 1971 verruilde hij het hoogleraarschap voor het ambt van burgemeester van Amersfoort. Vier jaar later verliet hij de gemeentepolitiek voor zijn benoeming tot lid van de Raad van State. Hij werd in 1982 voorzitter van de afdeling rechtspraak van de Raad. In 1984 werd hij zeventig jaar, wat betekende dat hij zijn functie bij de Raad van State moest neerleggen. Hij overleed op 76-jarige leeftijd.
Troostwijk werd meerdere keren onderscheiden, hij werd benoemd tot Ridder in de Orde van de Nederlandse Leeuw (1972), Commandeur in de Orde van Oranje-Nassau (1982) en Grootofficier in de Orde van Oranje-Nassau (1984).
- Biografisch Portaal: 37646159
- International Standard Name Identifier: 0000 0003 9166 4357
- Nederlandse Thesaurus van Auteursnamen: 273433350
- Parlement.com: vg09llb0kqyv
- Virtual International Authority File: 285510563